# Episodi di Matinee Theatre (seconda stagione)
La seconda stagione della serie televisiva Matinee Theatre è andata in onda negli Stati Uniti dal 27 agosto 1956 al 27 settembre 1957 sulla NBC.
| nº  | Titolo originale                         | Prima TV USA      |
| --- | ---------------------------------------- | ----------------- |
| 1   | The House Off Fifth Avenue               | 27 agosto 1956    |
| 2   | Yankee Doodler                           | 29 agosto 1956    |
| 3   | The Pink Hippopotamus                    | 30 agosto 1956    |
| 4   | September Tide                           | 31 agosto 1956    |
| 5   | Are You Listening?                       | 3 settembre 1956  |
| 6   | Ladies' Maid Bell                        | 4 settembre 1956  |
| 7   | 100 Red Convertibles                     | 5 settembre 1956  |
| 8   | The Ivy Curtain                          | 6 settembre 1956  |
| 9   | The Gramercy Ghost                       | 7 settembre 1956  |
| 10  | Lovers                                   | 10 settembre 1956 |
| 11  | Reach for the Stars                      | 11 settembre 1956 |
| 12  | I Like It Here                           | 12 settembre 1956 |
| 13  | A Question of Balance                    | 13 settembre 1956 |
| 14  | The Marriage Royal                       | 14 settembre 1956 |
| 15  | Mad Money                                | 19 settembre 1956 |
| 16  | A Letter from Johnny Brock               | 20 settembre 1956 |
| 17  | Uncle Harry                              | 21 settembre 1956 |
| 18  | At Mrs. Leland's                         | 24 settembre 1956 |
| 19  | The House Next Door                      | 25 settembre 1956 |
| 20  | Alumni Reunion                           | 26 settembre 1956 |
| 21  | Sound of Fear                            | 27 settembre 1956 |
| 22  | Late Date                                | 28 settembre 1956 |
| 23  | Pride and Prejudice                      | 1º ottobre 1956   |
| 24  | Pearls of Sheba                          | 2 ottobre 1956    |
| 25  | The Stamp Caddy                          | 15 ottobre 1956   |
| 26  | The Egotist                              | 16 ottobre 1956   |
| 27  | The Family Man                           | 17 ottobre 1956   |
| 28  | Sight Unseen                             | 18 ottobre 1956   |
| 29  | The Eye of the Storm                     | 19 ottobre 1956   |
| 30  | The Man in the Seven League Boots        | 22 ottobre 1956   |
| 31  | The Woman Across the Hall                | 23 ottobre 1956   |
| 32  | And Then There Were Three                | 24 ottobre 1956   |
| 33  | Shake the Stars Down                     | 29 ottobre 1956   |
| 34  | Horse Power                              | 30 ottobre 1956   |
| 35  | Without Sanction                         | 31 ottobre 1956   |
| 36  | The Outing                               | 2 novembre 1956   |
| 37  | Thank You, Edmondo                       | 5 novembre 1956   |
| 38  | The Tell-Tale Heart                      | 6 novembre 1956   |
| 39  | Strangers on a Honeymoon                 | 7 novembre 1956   |
| 40  | A Dram of Poison                         | 8 novembre 1956   |
| 41  | The Shining Hour                         | 9 novembre 1956   |
| 42  | Love, Marriage and Five Thousand Dollars | 12 novembre 1956  |
| 43  | Step Into Darkness                       | 13 novembre 1956  |
| 44  | Candle in the Dark                       | 14 novembre 1956  |
| 45  | Savrola                                  | 15 novembre 1956  |
| 46  | Table Set at Night                       | 16 novembre 1956  |
| 47  | Madame de Treymes                        | 19 novembre 1956  |
| 48  | The People vs. John Tarr                 | 20 novembre 1956  |
| 49  | The Location of Roycemore College        | 21 novembre 1956  |
| 50  | Dracula                                  | 23 novembre 1956  |
| 51  | Julie                                    | 26 novembre 1956  |
| 52  | The Empty Nest                           | 27 novembre 1956  |
| 53  | Spare Your Pity                          | 28 novembre 1956  |
| 54  | The Last Leaf                            | 30 novembre 1956  |
| 55  | Therese                                  | 3 dicembre 1956   |
| 56  | Julie                                    | 4 dicembre 1956   |
| 57  | Refugee                                  | 6 dicembre 1956   |
| 58  | Jenny Kissed Me                          | 7 dicembre 1956   |
| 59  | Miracle at Carville                      | 10 dicembre 1956  |
| 60  | The Upper Hand                           | 11 dicembre 1956  |
| 61  | Love is a Locksmith                      | 12 dicembre 1956  |
| 62  | Captain Brassbound's Conversion          | 13 dicembre 1956  |
| 63  | The Wisp End                             | 14 dicembre 1956  |
| 64  | Prominent Citizens                       | 17 dicembre 1956  |
| 65  | Head of the Family                       | 18 dicembre 1956  |
| 66  | Password                                 | 19 dicembre 1956  |
| 67  | Late Love                                | 20 dicembre 1956  |
| 68  | Eugenie Grandet                          | 21 dicembre 1956  |
| 69  | Cold Christmas                           | 24 dicembre 1956  |
| 70  | Little Women                             | 25 dicembre 1956  |
| 71  | For Sweetheart, Wife or Mother           | 26 dicembre 1956  |
| 72  | Smilin' Through                          | 27 dicembre 1956  |
| 73  | Strong Medicine                          | 28 dicembre 1956  |
| 74  | Everything's Relative                    | 31 dicembre 1956  |
| 75  | Miss Morissa                             | 2 gennaio 1957    |
| 76  | The Scandalous Priest                    | 3 gennaio 1957    |
| 77  | Dark Victory                             | 4 gennaio 1957    |
| 78  | The Lonely Look                          | 7 gennaio 1957    |
| 79  | The Sudden Truth                         | 8 gennaio 1957    |
| 80  | The Man in the Half-Moon                 | 9 gennaio 1957    |
| 81  | The Hex                                  | 10 gennaio 1957   |
| 82  | If This Be Error                         | 11 gennaio 1957   |
| 83  | On the Trail of the Kingsfield           | 14 gennaio 1957   |
| 84  | Here We Are                              | 15 gennaio 1957   |
| 85  | Arms and the Man                         | 16 gennaio 1957   |
| 86  | Home is the Hunted                       | 17 gennaio 1957   |
| 87  | Madam Ada                                | 18 gennaio 1957   |
| 88  | Night Train                              | 22 gennaio 1957   |
| 89  | This Language                            | 23 gennaio 1957   |
| 90  | The 13th Crypt                           | 24 gennaio 1957   |
| 91  | Mr. Pirn Passes By                       | 25 gennaio 1957   |
| 92  | Anything for a Laugh                     | 29 gennaio 1957   |
| 93  | Realms of Gold                           | 30 gennaio 1957   |
| 94  | Deacon of Oak Ridge                      | 31 gennaio 1957   |
| 95  | Accent on Youth                          | 1º febbraio 1957  |
| 96  | Three Kids                               | 4 febbraio 1957   |
| 97  | Frankenstein                             | 5 febbraio 1957   |
| 98  | The Most Dangerous Man                   | 6 febbraio 1957   |
| 99  | One                                      | 7 febbraio 1957   |
| 100 | The Importance of Being Earnest          | 8 febbraio 1957   |
| 101 | The Brat's House                         | 11 febbraio 1957  |
| 102 | Mr. Todd                                 | 12 febbraio 1957  |
| 103 | A Case of Pure Fiction                   | 13 febbraio 1957  |
| 104 | The Master Builder                       | 14 febbraio 1957  |
| 105 | The Others                               | 15 febbraio 1957  |
| 106 | The Remarkable Mr. Jerome                | 19 febbraio 1957  |
| 107 | Bobbie                                   | 20 febbraio 1957  |
| 108 | The Hickory Limb                         | 21 febbraio 1957  |
| 109 | The Bridge                               | 22 febbraio 1957  |
| 110 | The Serpent's Tooth                      | 25 febbraio 1957  |
| 111 | Voyage to Mandok                         | 26 febbraio 1957  |
| 112 | The Day Before the Wedding               | 27 febbraio 1957  |
| 113 | Queen of Spades                          | 28 febbraio 1957  |
| 114 | Shadow and Substance                     | 1º marzo 1957     |
| 115 | You Touched Me                           | 4 marzo 1957      |
| 116 | The Hemlock Cup                          | 5 marzo 1957      |
| 117 | Papa's Wife                              | 6 marzo 1957      |
| 118 | The Prizewinner                          | 7 marzo 1957      |
| 119 | Dr. Jekyll and Mr. Hyde                  | 8 marzo 1957      |
| 120 | Yesterday's Magic                        | 14 marzo 1957     |
| 121 | Tongue of Silver                         | 15 marzo 1957     |
| 122 | Peaceable Kingdom                        | 18 marzo 1957     |
| 123 | The 19th Hole                            | 19 marzo 1957     |
| 124 | Wedding in the Family                    | 20 marzo 1957     |
| 125 | The Ways of Courage                      | 25 marzo 1957     |
| 126 | Journey Into Darkness                    | 26 marzo 1957     |
| 127 | Barricade at the Big Black               | 27 marzo 1957     |
| 128 | The Vicarious Years                      | 28 marzo 1957     |
| 129 | The First Year                           | 29 marzo 1957     |
| 130 | End of the Rope                          | 1º aprile 1957    |
| 131 | We Won't Be Any Trouble                  | 2 aprile 1957     |
| 132 | The Daughter of Mata Hari                | 3 aprile 1957     |
| 133 | Talk You of Killing                      | 4 aprile 1957     |
| 134 | The Pursuit of Happiness                 | 5 aprile 1957     |
| 135 | Wuthering Heights (restaged)             | 8 aprile 1957     |
| 136 | Long Distance                            | 9 aprile 1957     |
| 137 | The Point of Cleaning                    | 10 aprile 1957    |
| 138 | The Sport                                | 11 aprile 1957    |
| 139 | The Flashing Stream                      | 12 aprile 1957    |
| 140 | Thread That Runs So True                 | 15 aprile 1957    |
| 141 | Jamie Picks a Wife                       | 16 aprile 1957    |
| 142 | Blind Man's Bluff                        | 17 aprile 1957    |
| 143 | The Story of Joseph                      | 19 aprile 1957    |
| 144 | Pushover                                 | 24 aprile 1957    |
| 145 | Ashes in the Wind                        | 25 aprile 1957    |
| 146 | A Hat, a Coat, a Glove                   | 26 aprile 1957    |
| 147 | The Professional                         | 29 aprile 1957    |
| 148 | Guardians of the Temple                  | 30 aprile 1957    |
| 149 | The Short Safari of B'wana Ben           | 1º maggio 1957    |
| 150 | Church on Monday                         | 2 maggio 1957     |
| 151 | The Gioconda Smile                       | 3 maggio 1957     |
| 152 | Show of Strength                         | 6 maggio 1957     |
| 153 | Make Believe Affair                      | 7 maggio 1957     |
| 154 | Hymn to the Dedicated                    | 8 maggio 1957     |
| 155 | Thursday's Child                         | 9 maggio 1957     |
| 156 | Big-Hearted Herbert                      | 10 maggio 1957    |
| 157 | The Embattled Maiden                     | 13 maggio 1957    |
| 158 | The Middle-Aged Freshman                 | 14 maggio 1957    |
| 159 | Best Friend in Town                      | 15 maggio 1957    |
| 160 | Jane Eyre                                | 16 maggio 1957    |
| 161 | Starmaster                               | 17 maggio 1957    |
| 162 | Aftermath                                | 20 maggio 1957    |
| 163 | Guest at the Embassy                     | 21 maggio 1957    |
| 164 | Second-Hand Lover                        | 22 maggio 1957    |
| 165 | The Avenging of Anne Leete               | 23 maggio 1957    |
| 166 | The Lonesome Husband                     | 24 maggio 1957    |
| 167 | Puzzle in the Stars                      | 27 maggio 1957    |
| 168 | The Gwendolyn Harleth Story              | 28 maggio 1957    |
| 169 | The Girls Named Almaya                   | 29 maggio 1957    |
| 170 | The Dream That Was Fixed                 | 30 maggio 1957    |
| 171 | A Growing Wonder                         | 31 maggio 1957    |
| 172 | Bachelor Father                          | 3 giugno 1957     |
| 173 | The Golden Door                          | 4 giugno 1957     |
| 174 | Rain in the Morning                      | 5 giugno 1957     |
| 175 | Eye of the Storm                         | 7 giugno 1957     |
| 176 | Rich Man, Poor Man                       | 10 giugno 1957    |
| 177 | The Party Dress                          | 11 giugno 1957    |
| 178 | White-Headed Boy                         | 12 giugno 1957    |
| 179 | Liza                                     | 17 giugno 1957    |
| 180 | Pigeons and People                       | 19 giugno 1957    |
| 181 | Things Hoped For                         | 20 giugno 1957    |
| 182 | Mr. Wendigo                              | 21 giugno 1957    |
| 183 | Stopover                                 | 24 giugno 1957    |
| 184 | A Light in the Sky                       | 25 giugno 1957    |
| 185 | The Charmer                              | 26 giugno 1957    |
| 186 | The Brief Candle                         | 28 giugno 1957    |
| 187 | Too Much Johnson                         | 1º luglio 1957    |
| 188 | Money in the Bank                        | 2 luglio 1957     |
| 189 | Trouble Traine                           | 3 luglio 1957     |
| 190 | The Last Voyage                          | 4 luglio 1957     |
| 191 | The Price of Scandal                     | 5 luglio 1957     |
| 192 | But When She Was Bad                     | 11 luglio 1957    |
| 193 | The Fable of Harry                       | 12 luglio 1957    |
| 194 | Portrait in Mini                         | 15 luglio 1957    |
| 195 | The Cask of Amontillado                  | 16 luglio 1957    |
| 196 | The Richest Man in the World             | 17 luglio 1957    |
| 197 | The Last Hour                            | 18 luglio 1957    |
| 198 | The First Captain                        | 22 luglio 1957    |
| 199 | Shuttered Hearts                         | 24 luglio 1957    |
| 200 | One for All                              | 25 luglio 1957    |
| 201 | Call It a Day                            | 26 luglio 1957    |
| 202 | Ann Veronica                             | 29 luglio 1957    |
| 203 | Boys Will Be Men                         | 30 luglio 1957    |
| 204 | The Forbidden Search                     | 31 luglio 1957    |
| 205 | The Fawn with Crooked Teeth              | 1º agosto 1957    |
| 207 | The Rose Bush                            | 5 agosto 1957     |
| 208 | Finley's Fan Club                        | 6 agosto 1957     |
| 209 | Laugh a Little Tear                      | 7 agosto 1957     |
| 210 | The Invisible Man                        | 8 agosto 1957     |
| 211 | Where Angels Fear                        | 9 agosto 1957     |
| 212 | First Love                               | 13 agosto 1957    |
| 213 | The Last Survivors                       | 14 agosto 1957    |
| 214 | Time for Action                          | 15 agosto 1957    |
| 215 | Haven's End                              | 20 agosto 1957    |
| 216 | Heed the Falling Sparrow                 | 21 agosto 1957    |
| 217 | The President's Child Bride              | 22 agosto 1957    |
| 218 | Now or Never                             | 23 agosto 1957    |
| 219 | Awakening                                | 27 agosto 1957    |
| 220 | Angel Face                               | 28 agosto 1957    |
| 221 | The Star Sapphire                        | 29 agosto 1957    |
| 222 | Women Have Ways                          | 30 agosto 1957    |
| 223 | Jewel Boy                                | 2 settembre 1957  |
| 224 | Molly Morgan                             | 3 settembre 1957  |
| 225 | Woman Alone                              | 4 settembre 1957  |
| 226 | Among Strangers                          | 6 settembre 1957  |
| 227 | The Adjustable Mr. Willing               | 9 settembre 1957  |
| 228 | Freedom Comes Later                      | 10 settembre 1957 |
| 229 | In the Fog                               | 11 settembre 1957 |
| 230 | Son of 37 Fathers                        | 12 settembre 1957 |
| 231 | Hand Me Down                             | 13 settembre 1957 |
| 232 | Emma                                     | 16 settembre 1957 |
| 233 | Personal Equation                        | 17 settembre 1957 |
| 234 | Night Cry                                | 18 settembre 1957 |
| 235 | The Mysterious Disappearance             | 19 settembre 1957 |
| 236 | The Impersonal Touch                     | 20 settembre 1957 |
| 237 | The Story of Sarah                       | 22 settembre 1957 |
| 238 | The Waiting Swan                         | 24 settembre 1957 |
| 239 | One Mummy Too Many                       | 25 settembre 1957 |
| 240 | Hearthstones                             | 26 settembre 1957 |
| 241 | The Reluctant Heiress                    | 27 settembre 1957 |

## The House Off Fifth Avenue
- Prima televisiva: 27 agosto 1956
- Scritto da: Henry Misrock

### Trama
- Guest star:

## Yankee Doodler
- Prima televisiva: 29 agosto 1956
- Scritto da: Allen Swift

### Trama
- Guest star: Kurt Kasznar

## The Pink Hippopotamus
- Prima televisiva: 30 agosto 1956

### Trama
- Guest star: Lawrence Dobkin, John Wengraf

## September Tide
- Prima televisiva: 31 agosto 1956
- Diretto da: Larry Schwab
- Scritto da: Richard McCracken
- Soggetto di: Daphne Du Maurier

### Trama
- Guest star:

## Are You Listening?
- Prima televisiva: 3 settembre 1956

### Trama
- Guest star:

## Ladies' Maid Bell
- Prima televisiva: 4 settembre 1956

### Trama
- Guest star:

## 100 Red Convertibles
- Prima televisiva: 5 settembre 1956

### Trama
- Guest star:

## The Ivy Curtain
- Prima televisiva: 6 settembre 1956
- Diretto da: Albert McCleery
- Scritto da: Anthony Spinner

### Trama
- Guest star: Addison Richards (Simons), Josephine Hutchinson (Agnes Harper), Gene Raymond (Conley)

## The Gramercy Ghost
- Prima televisiva: 7 settembre 1956
- Diretto da: Arthur Hiller
- Scritto da: Richard McCracken
- Soggetto di: John Cecil Holm

### Trama
- Guest star: Sarah Churchill

## Lovers
- Prima televisiva: 10 settembre 1956

### Trama
- Guest star:

## Reach for the Stars
- Prima televisiva: 11 settembre 1956

### Trama
- Guest star:

## I Like It Here
- Prima televisiva: 12 settembre 1956
- Diretto da: Sherman Marks
- Scritto da: A. B. Shiffrin

### Trama
- Guest star: William Allyn (David), Joel Marston (Brad), Steven Geray (Willy), June Vincent (Matilda), John Hoyt (Sebastian)

## A Question of Balance
- Prima televisiva: 13 settembre 1956

### Trama
- Guest star: Paul Langton (Paul McLean), Helen Westcott (Kay)

## The Marriage Royal
- Prima televisiva: 14 settembre 1956

### Trama
- Guest star:

## Mad Money
- Prima televisiva: 19 settembre 1956

### Trama
- Guest star:

## A Letter from Johnny Brock
- Prima televisiva: 20 settembre 1956

### Trama
- Guest star:

## Uncle Harry
- Prima televisiva: 21 settembre 1956

### Trama
- Guest star:

## At Mrs. Leland's
- Prima televisiva: 24 settembre 1956

### Trama
- Guest star:

## The House Next Door
- Prima televisiva: 25 settembre 1956

### Trama
- Guest star:

## Alumni Reunion
- Prima televisiva: 26 settembre 1956
- Diretto da: Boris Sagal
- Scritto da: Nicholas E. Baehr

### Trama
- Guest star: Eddie Ryder, Frank Kreig, Stafford Repp, Robert Karnes, Larry Kerr, Benny Baker, Fredd Wayne, Carol Veazie, Constance Ford, Don Keefer

## Sound of Fear
- Prima televisiva: 27 settembre 1956

### Trama
- Guest star:

## Late Date
- Prima televisiva: 28 settembre 1956

### Trama
- Guest star:

## Pride and Prejudice
- Prima televisiva: 1º ottobre 1956
- Diretto da: Sherman Marks
- Scritto da: Helene Hanff
- Soggetto di: Jane Austen

### Trama
- Guest star: Joan Elan, Doris Lloyd, Anthony Dearden, Marcia Henderson

## Pearls of Sheba
- Prima televisiva: 2 ottobre 1956

### Trama
- Guest star:

## The Stamp Caddy
- Prima televisiva: 15 ottobre 1956

### Trama
- Guest star:

## The Egotist
- Prima televisiva: 16 ottobre 1956
- Diretto da: Lamont Johnson
- Scritto da: Richard McCracken
- Soggetto di: George Meredith

### Trama
- Guest star: Edward Everett Horton, Isobel Elsom, Joan Elan, Patrick Macnee

## The Family Man
- Prima televisiva: 17 ottobre 1956

### Trama
- Guest star:

## Sight Unseen
- Prima televisiva: 18 ottobre 1956

### Trama
- Guest star:

## The Eye of the Storm
- Prima televisiva: 19 ottobre 1956
- Diretto da: Sherman Marks
- Scritto da: Norman Jacob

### Trama
- Guest star: Angie Dickinson, Ray Danton, Marian Seldes

## The Man in the Seven League Boots
- Prima televisiva: 22 ottobre 1956
- Scritto da: Anthony Spinner

### Trama
- Guest star: Lillian Roth

## The Woman Across the Hall
- Prima televisiva: 23 ottobre 1956
- Scritto da: Robert Wallsten

### Trama
- Guest star:

## And Then There Were Three
- Prima televisiva: 24 ottobre 1956
- Scritto da: S.V.P. Rand

### Trama
- Guest star:

## Shake the Stars Down
- Prima televisiva: 29 ottobre 1956

### Trama
- Guest star:

## Horse Power
- Prima televisiva: 30 ottobre 1956

### Trama
- Guest star: Walter Sande (Fred), Alex Gerry (Hiram), Dean Stockwell

## Without Sanction
- Prima televisiva: 31 ottobre 1956

### Trama
- Guest star:

## The Outing
- Prima televisiva: 2 novembre 1956
- Scritto da: Arnold Rabin

### Trama
- Guest star: Amzie Strickland (Sarah), Lydia Reed (Ruthie), Robert Karnes (Matt), Tommy Kirk (Walter), Ann Doran (Bess)

## Thank You, Edmondo
- Prima televisiva: 5 novembre 1956
- Diretto da: Allan A. Buckhantz
- Scritto da: Mac Shoub

### Trama
- Guest star: Warren Berlinger, Jay Novello

## The Tell-Tale Heart
- Prima televisiva: 6 novembre 1956
- Diretto da: Boris Sagal
- Scritto da: William Templeton
- Soggetto di: Edgar Allan Poe

### Trama
- Guest star: John Drew Barrymore, John Carradine, John Abbott

## Strangers on a Honeymoon
- Prima televisiva: 7 novembre 1956

### Trama
- Guest star:

## A Dram of Poison
- Prima televisiva: 8 novembre 1956
- Diretto da: Pace Woods
- Scritto da: Henry Misrock
- Soggetto di: Charlotte Armstrong

### Trama
- Guest star: Mary Adderson, John Hoyt

## The Shining Hour
- Prima televisiva: 9 novembre 1956
- Diretto da: Sherman Marks
- Scritto da: Richard McCracken
- Soggetto di: Keith Winter

### Trama
- Guest star: Mariella Linden, David Linden, Peggy McCay, Doris Singleton, Richard Long

## Love, Marriage and Five Thousand Dollars
- Prima televisiva: 12 novembre 1956
- Diretto da: Walter Grauman
- Scritto da: Katherine Lindsay, Robert Howard Lindsay
- Soggetto di: Alfred Brenner

### Trama
- Guest star: Virginia Vincent (Mim), Bart Burns (Dave), Joe Di Reda (Harry), Rolfe Sedan (Gorsky), Paul Lambert (Joe)

## Step Into Darkness
- Prima televisiva: 13 novembre 1956
- Scritto da: Elizabeth Denham

### Trama
- Guest star:

## Candle in the Dark
- Prima televisiva: 14 novembre 1956
- Scritto da: Paul Tabori

### Trama
- Guest star:

## Savrola
- Prima televisiva: 15 novembre 1956
- Scritto da: Frank Hursley, Doris Hursley
- Soggetto di: Winston Churchill

### Trama
- Guest star: Sarah Churchill (Lucille), Lamont Johnson (Savrola), Victor Jory (Molara)

## Table Set at Night
- Prima televisiva: 16 novembre 1956
- Scritto da: Peter Berneis

### Trama
- Guest star:

## Madame de Treymes
- Prima televisiva: 19 novembre 1956
- Diretto da: Walter Grauman
- Scritto da: William Templeton
- Soggetto di: Edith Wharton

### Trama
- Guest star: Lisa Ferraday, William Hopper, Mary Anderson

## The People vs. John Tarr
- Prima televisiva: 20 novembre 1956
- Scritto da: Eunice Corfman

### Trama
- Guest star:

## The Location of Roycemore College
- Prima televisiva: 21 novembre 1956
- Scritto da: Malcolm Shaw, Dan Blue

### Trama
- Guest star:

## Dracula
- Prima televisiva: 23 novembre 1956
- Diretto da: Lamont Johnson
- Soggetto di: Bram Stoker

### Trama
- Guest star: John Carradine (Count Dracula), Lisa Daniels

## Julie
- Prima televisiva: 26 novembre 1956
- Scritto da: David Davidson

### Trama
- Guest star: Dean Stockwell

## The Empty Nest
- Prima televisiva: 27 novembre 1956
- Scritto da: Josephine Lawrence

### Trama
- Guest star:

## Spare Your Pity
- Prima televisiva: 28 novembre 1956
- Scritto da: C. Stafford Dickens

### Trama
- Guest star:

## The Last Leaf
- Prima televisiva: 30 novembre 1956
- Scritto da: Ross Claiborne, Frances Banks

### Trama
- Guest star: Eve McVeagh, Sally Moffet, Evelyn Varden

## Therese
- Prima televisiva: 3 dicembre 1956
- Diretto da: Walter Grauman
- Scritto da: Elizabeth Hart
- Soggetto di: Émile Zola

### Trama
- Guest star: John Conte, Constance Ford, Helen Wallace, Eric Sinclair

## Julie
- Prima televisiva: 4 dicembre 1956
- Scritto da: David Davidson

### Trama
- Guest star:

## Refugee
- Prima televisiva: 6 dicembre 1956

### Trama
- Guest star:

## Jenny Kissed Me
- Prima televisiva: 7 dicembre 1956

### Trama
- Guest star:

## Miracle at Carville
- Prima televisiva: 10 dicembre 1956
- Soggetto di: Betty Martin

### Trama
- Guest star:

## The Upper Hand
- Prima televisiva: 11 dicembre 1956
- Scritto da: Nathaniel Benchley

### Trama
- Guest star:

## Love is a Locksmith
- Prima televisiva: 12 dicembre 1956
- Scritto da: William McCleery

### Trama
- Guest star:

## Captain Brassbound's Conversion
- Prima televisiva: 13 dicembre 1956
- Diretto da: Boris Sagal
- Scritto da: Boris Sagal
- Soggetto di: George Bernard Shaw

### Trama
- Guest star: Val Dufour, Patricia Cutts

## The Wisp End
- Prima televisiva: 14 dicembre 1956

### Trama
- Guest star: Jean Owens (Grace), Karen Sharpe Kramer (Ellen Sidney), Will Hutchins (Robert Dudley), Gene Raymond (Edward Dudley)

## Prominent Citizens
- Prima televisiva: 17 dicembre 1956
- Scritto da: A. B. Shiffrin

### Trama
- Guest star:

## Head of the Family
- Prima televisiva: 18 dicembre 1956

### Trama
- Guest star:

## Password
- Prima televisiva: 19 dicembre 1956

### Trama
- Guest star:

## Late Love
- Prima televisiva: 20 dicembre 1956

### Trama
- Guest star:

## Eugenie Grandet
- Prima televisiva: 21 dicembre 1956
- Soggetto di: Honoré de Balzac

### Trama
- Guest star:

## Cold Christmas
- Prima televisiva: 24 dicembre 1956

### Trama
- Guest star:

## Little Women
- Prima televisiva: 25 dicembre 1956
- Soggetto di: Louisa May Alcott

### Trama
- Guest star:

## For Sweetheart, Wife or Mother
- Prima televisiva: 26 dicembre 1956

### Trama
- Guest star:

## Smilin' Through
- Prima televisiva: 27 dicembre 1956
- Diretto da: Sherman Marks
- Scritto da: Richard McCracken
- Soggetto di: Al Martin

### Trama
- Guest star: Margaret O'Brien (Kathleen), Patrick O'Neal (John), Richard Erdman, Liam Sullivan

## Strong Medicine
- Prima televisiva: 28 dicembre 1956
- Scritto da: William Mourne

### Trama
- Guest star: Mary Webster, Joe Maross, Myron Healey, Patrick O'Neal

## Everything's Relative
- Prima televisiva: 31 dicembre 1956
- Scritto da: Dan Beaumont

### Trama
- Guest star:

## Miss Morissa
- Prima televisiva: 2 gennaio 1957
- Scritto da: Helene Hanff

### Trama
- Guest star:

## The Scandalous Priest
- Prima televisiva: 3 gennaio 1957
- Scritto da: Frank Hursley, Doris Hursley

### Trama
- Guest star:

## Dark Victory
- Prima televisiva: 4 gennaio 1957
- Diretto da: Walter Grauman
- Scritto da: George Brewer

### Trama
- Guest star: Bertram Block, John Baragrey, Patricia Barry

## The Lonely Look
- Prima televisiva: 7 gennaio 1957

### Trama
- Guest star:

## The Sudden Truth
- Prima televisiva: 8 gennaio 1957

### Trama
- Guest star:

## The Man in the Half-Moon
- Prima televisiva: 9 gennaio 1957

### Trama
- Guest star:

## The Hex
- Prima televisiva: 10 gennaio 1957

### Trama
- Guest star:

## If This Be Error
- Prima televisiva: 11 gennaio 1957

### Trama
- Guest star:

## On the Trail of the Kingsfield
- Prima televisiva: 14 gennaio 1957

### Trama
- Guest star:

## Here We Are
- Prima televisiva: 15 gennaio 1957

### Trama
- Guest star:

## Arms and the Man
- Prima televisiva: 16 gennaio 1957
- Diretto da: Alan Cooke
- Soggetto di: George Bernard Shaw

### Trama
- Guest star: Norma Varden, Mary Scott, Peter Hansen, Fred Beir, Marcia Henderson

## Home is the Hunted
- Prima televisiva: 17 gennaio 1957

### Trama
- Guest star:

## Madam Ada
- Prima televisiva: 18 gennaio 1957

### Trama
- Guest star:

## Night Train
- Prima televisiva: 22 gennaio 1957

### Trama
- Guest star:

## This Language
- Prima televisiva: 23 gennaio 1957

### Trama
- Guest star:

## The 13th Crypt
- Prima televisiva: 24 gennaio 1957

### Trama
- Guest star:

## Mr. Pirn Passes By
- Prima televisiva: 25 gennaio 1957
- Soggetto di: A. A. Milne

### Trama
- Guest star: Edward Everett Horton (Pirn)

## Anything for a Laugh
- Prima televisiva: 29 gennaio 1957

### Trama
- Guest star:

## Realms of Gold
- Prima televisiva: 30 gennaio 1957

### Trama
- Guest star:

## Deacon of Oak Ridge
- Prima televisiva: 31 gennaio 1957

### Trama
- Guest star:

## Accent on Youth
- Prima televisiva: 1º febbraio 1957

### Trama
- Guest star:

## Three Kids
- Prima televisiva: 4 febbraio 1957

### Trama
- Guest star:

## Frankenstein
- Prima televisiva: 5 febbraio 1957
- Scritto da: Robert Esson
- Soggetto di: Mary Shelley

### Trama
- Guest star: Primo Carnera (The Monster)

## The Most Dangerous Man
- Prima televisiva: 6 febbraio 1957

### Trama
- Guest star:

## One
- Prima televisiva: 7 febbraio 1957
- Soggetto di: Oscar Wilde

### Trama
- Guest star:

## The Importance of Being Earnest
- Prima televisiva: 8 febbraio 1957
- Soggetto di: Oscar Wilde

### Trama
- Guest star:

## The Brat's House
- Prima televisiva: 11 febbraio 1957

### Trama
- Guest star:

## Mr. Todd
- Prima televisiva: 12 febbraio 1957

### Trama
- Guest star:

## A Case of Pure Fiction
- Prima televisiva: 13 febbraio 1957

### Trama
- Guest star:

## The Master Builder
- Prima televisiva: 14 febbraio 1957
- Diretto da: Sherman Marks
- Soggetto di: Henrik Ibsen

### Trama
- Guest star: Oskar Homolka (Halvard Solness), Joan Tetzel (Hilda)

## The Others
- Prima televisiva: 15 febbraio 1957
- Scritto da: Michael Dyne
- Soggetto di: Henry James

### Trama
- Guest star: Geoffrey Toone, Sarah Churchill (Nina Varden)

## The Remarkable Mr. Jerome
- Prima televisiva: 19 febbraio 1957
- Scritto da: Helene Hanff
- Soggetto di: Anita Leslie

### Trama
- Guest star:

## Bobbie
- Prima televisiva: 20 febbraio 1957
- Diretto da: Alan Hanson
- Scritto da: Joseph Caldwell
- Soggetto di: Narda Stokes

### Trama
- Guest star: Natalie Trundy, Fred Beir

## The Hickory Limb
- Prima televisiva: 21 febbraio 1957
- Scritto da: Meade Roberts
- Soggetto di: John Van Druten

### Trama
- Guest star:

## The Bridge
- Prima televisiva: 22 febbraio 1957

### Trama
- Guest star:

## The Serpent's Tooth
- Prima televisiva: 25 febbraio 1957
- Scritto da: B.M. Atkinson Jr.

### Trama
- Guest star: Johnny Crawford, Bill Goodwin

## Voyage to Mandok
- Prima televisiva: 26 febbraio 1957
- Scritto da: Peter Barry

### Trama
- Guest star:

## The Day Before the Wedding
- Prima televisiva: 27 febbraio 1957
- Scritto da: Anthony Spinner

### Trama
- Guest star:

## Queen of Spades
- Prima televisiva: 28 febbraio 1957
- Scritto da: Michael Dyne
- Soggetto di: Alexander Pushkin

### Trama
- Guest star:

## Shadow and Substance
- Prima televisiva: 1º marzo 1957
- Scritto da: Paul Vincent Carroll

### Trama
- Guest star: Cedric Hardwicke (Canon Skerritt)

## You Touched Me
- Prima televisiva: 4 marzo 1957
- Scritto da: Tennessee Williams, Donald Windham
- Soggetto di: Tennessee Williams

### Trama
- Guest star: Oskar Homolka (Cornelius Richey), Joan Tetzel (Matilda)

## The Hemlock Cup
- Prima televisiva: 5 marzo 1957
- Diretto da: Alan Hanson
- Scritto da: Richard McCracken
- Soggetto di: Edward Hunt

### Trama
- Guest star: Cathy Downs, Douglas Rodgers, Peg Hillias, James Dunn

## Papa's Wife
- Prima televisiva: 6 marzo 1957
- Scritto da: Elizabeth Hart

### Trama
- Guest star:

## The Prizewinner
- Prima televisiva: 7 marzo 1957
- Scritto da: Jerome Ross

### Trama
- Guest star: Mona Freeman

## Dr. Jekyll and Mr. Hyde
- Prima televisiva: 8 marzo 1957
- Diretto da: Allan A. Buckhantz
- Scritto da: Robert Esson
- Soggetto di: Robert Louis Stevenson

### Trama
- Guest star: Lisa Daniels, Douglass Montgomery (dottor Henry Jekyll/Edward Hyde)

## Yesterday's Magic
- Prima televisiva: 14 marzo 1957
- Scritto da: Helene Hanff

### Trama
- Guest star:

## Tongue of Silver
- Prima televisiva: 15 marzo 1957
- Diretto da: Sherman Marks
- Scritto da: Michael Dyne

### Trama
- Guest star: J. M. Kerrigan, Marcia Henderson, Robert Horton

## Peaceable Kingdom
- Prima televisiva: 18 marzo 1957

### Trama
- Guest star:

## The 19th Hole
- Prima televisiva: 19 marzo 1957
- Scritto da: Warner Law
- Soggetto di: Frank Craven

### Trama
- Guest star: William Green (colonnello Hammer), John Craven (Trumbull), Wally Cox (Vernon Chase), Betty Lynn (Emmy Chase), Tommy Farrell (George Hill)

## Wedding in the Family
- Prima televisiva: 20 marzo 1957

### Trama
- Guest star:

## The Ways of Courage
- Prima televisiva: 25 marzo 1957

### Trama
- Guest star:

## Journey Into Darkness
- Prima televisiva: 26 marzo 1957
- Scritto da: Theodore Apstein

### Trama
- Guest star: Peggy McCay, Skip Homeier (Mitchell Dayton)

## Barricade at the Big Black
- Prima televisiva: 27 marzo 1957

### Trama
- Guest star: Andrew Duggan (Major), Mary La Roche, Richard Crenna (James), George Gilbreath (Egan)

## The Vicarious Years
- Prima televisiva: 28 marzo 1957
- Scritto da: Peggy Lamson

### Trama
- Guest star: Roddy McDowall

## The First Year
- Prima televisiva: 29 marzo 1957

### Trama
- Guest star:

## End of the Rope
- Prima televisiva: 1º aprile 1957
- Diretto da: Alan Hanson
- Scritto da: Sheldon Stark

### Trama
- Guest star: Harvey Stephens, Strother Martin, Susan Oliver, John Drew Barrymore

## We Won't Be Any Trouble
- Prima televisiva: 2 aprile 1957
- Scritto da: Ward Hawkins, John Hawkins, George Lowther

### Trama
- Guest star: Patricia McCormack

## The Daughter of Mata Hari
- Prima televisiva: 3 aprile 1957
- Scritto da: Alvin Boretz

### Trama
- Guest star: Rita Moreno

## Talk You of Killing
- Prima televisiva: 4 aprile 1957
- Scritto da: Joe Barry

### Trama
- Guest star: Roddy McDowall

## The Pursuit of Happiness
- Prima televisiva: 5 aprile 1957

### Trama
- Guest star:

## Wuthering Heights (restaged)
- Prima televisiva: 8 aprile 1957
- Soggetto di: Emily Brontë

### Trama
- Guest star: Tom Tryon (Heathcliff), Johnny Crawford (Young Heathcliff), Reba Waters (Young Catherine)

## Long Distance
- Prima televisiva: 9 aprile 1957

### Trama
- Guest star:

## The Point of Cleaning
- Prima televisiva: 10 aprile 1957

### Trama
- Guest star:

## The Sport
- Prima televisiva: 11 aprile 1957

### Trama
- Guest star:

## The Flashing Stream
- Prima televisiva: 12 aprile 1957

### Trama
- Guest star:

## Thread That Runs So True
- Prima televisiva: 15 aprile 1957
- Diretto da: Lamont Johnson
- Scritto da: Harold Gast

### Trama
- Guest star:

## Jamie Picks a Wife
- Prima televisiva: 16 aprile 1957

### Trama
- Guest star:

## Blind Man's Bluff
- Prima televisiva: 17 aprile 1957

### Trama
- Guest star:

## The Story of Joseph
- Prima televisiva: 19 aprile 1957
- Diretto da: Howard Rodman

### Trama
- Guest star: Forrest Taylor (Jacob), Brett Halsey (Joseph)

## Pushover
- Prima televisiva: 24 aprile 1957
- Diretto da: Sherman Marks
- Scritto da: Harriet Frank

### Trama
- Guest star: Marshall Thompson, Kathleen Crowley, Les Tremayne

## Ashes in the Wind
- Prima televisiva: 25 aprile 1957
- Diretto da: Walter Grauman
- Scritto da: Mac Shoub

### Trama
- Guest star: Claire Meade, Russ Conway, Edward Binns

## A Hat, a Coat, a Glove
- Prima televisiva: 26 aprile 1957

### Trama
- Guest star:

## The Professional
- Prima televisiva: 29 aprile 1957

### Trama
- Guest star:

## Guardians of the Temple
- Prima televisiva: 30 aprile 1957

### Trama
- Guest star:

## The Short Safari of B'wana Ben
- Prima televisiva: 1º maggio 1957

### Trama
- Guest star:

## Church on Monday
- Prima televisiva: 2 maggio 1957

### Trama
- Guest star:

## The Gioconda Smile
- Prima televisiva: 3 maggio 1957
- Diretto da: Boris Sagal
- Soggetto di: Aldous Huxley

### Trama
- Guest star: Maureen O'Sullivan, Tom Helmore

## Show of Strength
- Prima televisiva: 6 maggio 1957
- Scritto da: Herman Epstein

### Trama
- Guest star: Kerwin Mathews

## Make Believe Affair
- Prima televisiva: 7 maggio 1957
- Scritto da: George Lowther
- Soggetto di: Robert Standish

### Trama
- Guest star: Francis Lederer, Phyllis Avery, Richard Long

## Hymn to the Dedicated
- Prima televisiva: 8 maggio 1957

### Trama
- Guest star:

## Thursday's Child
- Prima televisiva: 9 maggio 1957
- Scritto da: Ellen McCracken

### Trama
- Guest star:

## Big-Hearted Herbert
- Prima televisiva: 10 maggio 1957
- Scritto da: Kay Arthur
- Soggetto di: Sophie Kerr, Anna Steese Richardson

### Trama
- Guest star:

## The Embattled Maiden
- Prima televisiva: 13 maggio 1957

### Trama
- Guest star:

## The Middle-Aged Freshman
- Prima televisiva: 14 maggio 1957

### Trama
- Guest star:

## Best Friend in Town
- Prima televisiva: 15 maggio 1957

### Trama
- Guest star:

## Jane Eyre
- Prima televisiva: 16 maggio 1957
- Diretto da: Lamont Johnson
- Scritto da: Robert Esson
- Soggetto di: Charlotte Brontë

### Trama
- Guest star: Tita Purdom, Theoni Trangas, Jefferson Searles, Jeanne Gerson, Isobel Elsom (Mrs. Fairfax), Patrick Macnee (Rochester), Joan Elan (Jane Eyre)

## Starmaster
- Prima televisiva: 17 maggio 1957

### Trama
- Guest star:

## Aftermath
- Prima televisiva: 20 maggio 1957
- Scritto da: Howard Berk

### Trama
- Guest star: George Peppard

## Guest at the Embassy
- Prima televisiva: 21 maggio 1957

### Trama
- Guest star:

## Second-Hand Lover
- Prima televisiva: 22 maggio 1957

### Trama
- Guest star:

## The Avenging of Anne Leete
- Prima televisiva: 23 maggio 1957
- Diretto da: Lamont Johnson
- Scritto da: Robert Esson
- Soggetto di: Marjorie Bowen

### Trama
- Guest star: Roger Moore, Lisa Daniels

## The Lonesome Husband
- Prima televisiva: 24 maggio 1957

### Trama
- Guest star:

## Puzzle in the Stars
- Prima televisiva: 27 maggio 1957

### Trama
- Guest star: Johnny Crawford

## The Gwendolyn Harleth Story
- Prima televisiva: 28 maggio 1957
- Diretto da: Walter Grauman
- Soggetto di: George Eliot

### Trama
- Guest star: Donald Buka, Geoffrey Toone, Lisa Daniels

## The Girls Named Almaya
- Prima televisiva: 29 maggio 1957

### Trama
- Guest star:

## The Dream That Was Fixed
- Prima televisiva: 30 maggio 1957

### Trama
- Guest star:

## A Growing Wonder
- Prima televisiva: 31 maggio 1957

### Trama
- Guest star:

## Bachelor Father
- Prima televisiva: 3 giugno 1957

### Trama
- Guest star:

## The Golden Door
- Prima televisiva: 4 giugno 1957

### Trama
- Guest star:

## Rain in the Morning
- Prima televisiva: 5 giugno 1957
- Scritto da: Paula Fox
- Soggetto di: Marjorie Kellogg

### Trama
- Guest star: Will J. White (assistente/ addetto), Theodore Newton (Wallace), Robert Karnes (Frank Wilson), Barbara Drew (Bess Carlson), Robert Morse (Larry Wilson), Peggy McCay (Jane Wilson)

## Eye of the Storm
- Prima televisiva: 7 giugno 1957

### Trama
- Guest star: Ray Danton (Ben), Marian Seldes (Stella), Gloria Talbott (Cissy)

## Rich Man, Poor Man
- Prima televisiva: 10 giugno 1957

### Trama
- Guest star:

## The Party Dress
- Prima televisiva: 11 giugno 1957

### Trama
- Guest star:

## White-Headed Boy
- Prima televisiva: 12 giugno 1957

### Trama
- Guest star: Roddy McDowall

## Liza
- Prima televisiva: 17 giugno 1957

### Trama
- Guest star:

## Pigeons and People
- Prima televisiva: 19 giugno 1957

### Trama
- Guest star:

## Things Hoped For
- Prima televisiva: 20 giugno 1957

### Trama
- Guest star:

## Mr. Wendigo
- Prima televisiva: 21 giugno 1957
- Scritto da: S. S. Schweitzer

### Trama
- Guest star: Addison Richards, Peter Hansen, Peggy Maurer, Johnny Crawford (Dickie Browning)

## Stopover
- Prima televisiva: 24 giugno 1957
- Scritto da: Richard Wendley
- Soggetto di: Samson Raphaelson

### Trama
- Guest star:

## A Light in the Sky
- Prima televisiva: 25 giugno 1957
- Scritto da: Harold Gast

### Trama
- Guest star:

## The Charmer
- Prima televisiva: 26 giugno 1957
- Diretto da: Allan A. Buckhantz
- Soggetto di: Gertrude Schweitzer

### Trama
- Guest star: Ross Ford, Peggy McCay, Catherine McLeod, Richard Long

## The Brief Candle
- Prima televisiva: 28 giugno 1957
- Scritto da: Richard McCracken

### Trama
- Guest star:

## Too Much Johnson
- Prima televisiva: 1º luglio 1957

### Trama
- Guest star:

## Money in the Bank
- Prima televisiva: 2 luglio 1957

### Trama
- Guest star:

## Trouble Traine
- Prima televisiva: 3 luglio 1957

### Trama
- Guest star:

## The Last Voyage
- Prima televisiva: 4 luglio 1957
- Scritto da: James Truex

### Trama
- Guest star: Maurice Manson (Benjamin Franklin), Zsa Zsa Gábor (Madame Brillon), Ralph Clanton (Arthur Lee), Eric Sinclair (Edward Bancroft)

## The Price of Scandal
- Prima televisiva: 5 luglio 1957

### Trama
- Guest star:

## But When She Was Bad
- Prima televisiva: 11 luglio 1957
- Diretto da: Lamont Johnson
- Soggetto di: Marjorie Adler

### Trama
- Guest star:

## The Fable of Harry
- Prima televisiva: 12 luglio 1957

### Trama
- Guest star:

## Portrait in Mini
- Prima televisiva: 15 luglio 1957

### Trama
- Guest star:

## The Cask of Amontillado
- Prima televisiva: 16 luglio 1957
- Diretto da: Walter Grauman
- Scritto da: Robert Esson
- Soggetto di: Edgar Allan Poe

### Trama
- Guest star: Grace Raynor, Joe De Santis, Eduardo Ciannelli

## The Richest Man in the World
- Prima televisiva: 17 luglio 1957
- Diretto da: Alan Cooke
- Scritto da: Warner Law

### Trama
- Guest star: Joseph Mell, Fred Kruger, Anthony Eustrel, Naomi Stevens, John Carlyle, Gloria Castillo, John Abbott

## The Last Hour
- Prima televisiva: 18 luglio 1957

### Trama
- Guest star:

## The First Captain
- Prima televisiva: 22 luglio 1957
- Scritto da: Henry Misrock

### Trama
- Guest star:

## Shuttered Hearts
- Prima televisiva: 24 luglio 1957
- Scritto da: Ellen McCracken
- Soggetto di: Mary Jane Waldo

### Trama
- Guest star:

## One for All
- Prima televisiva: 25 luglio 1957
- Scritto da: Harold Gast
- Soggetto di: James Skardon

### Trama
- Guest star: Ben Holt

## Call It a Day
- Prima televisiva: 26 luglio 1957
- Scritto da: Dodie Smith

### Trama
- Guest star:

## Ann Veronica
- Prima televisiva: 29 luglio 1957
- Diretto da: Walter Grauman
- Scritto da: Greer Johnson
- Soggetto di: H. G. Wells

### Trama
- Guest star: Wendy Hiller, Patric Knowles

## Boys Will Be Men
- Prima televisiva: 30 luglio 1957

### Trama
- Guest star:

## The Forbidden Search
- Prima televisiva: 31 luglio 1957

### Trama
- Guest star:

## The Fawn with Crooked Teeth
- Prima televisiva: 1º agosto 1957

### Trama
- Guest star:

## The Rose Bush
- Prima televisiva: 5 agosto 1957

### Trama
- Guest star:

## Finley's Fan Club
- Prima televisiva: 6 agosto 1957

### Trama
- Guest star:

## Laugh a Little Tear
- Prima televisiva: 7 agosto 1957
- Diretto da: Alan Hanson
- Scritto da: Robert E. Thompson
- Soggetto di: Gerald Sanford

### Trama
- Guest star: Susan Kohner, Virginia Christine, Lawrence Dobkin

## The Invisible Man
- Prima televisiva: 8 agosto 1957
- Diretto da: Larry Schwab
- Scritto da: Robert Esson
- Soggetto di: H. G. Wells

### Trama
- Guest star: Geoffrey Toone, Chet Stratton, Angela Thornton

## Where Angels Fear
- Prima televisiva: 9 agosto 1957

### Trama
- Guest star:

## First Love
- Prima televisiva: 13 agosto 1957

### Trama
- Guest star:

## The Last Survivors
- Prima televisiva: 14 agosto 1957

### Trama
- Guest star:

## Time for Action
- Prima televisiva: 15 agosto 1957

### Trama
- Guest star:

## Haven's End
- Prima televisiva: 20 agosto 1957

### Trama
- Guest star:

## Heed the Falling Sparrow
- Prima televisiva: 21 agosto 1957

### Trama
- Guest star:

## The President's Child Bride
- Prima televisiva: 22 agosto 1957

### Trama
- Guest star:

## Now or Never
- Prima televisiva: 23 agosto 1957

### Trama
- Guest star:

## Awakening
- Prima televisiva: 27 agosto 1957

### Trama
- Guest star:

## Angel Face
- Prima televisiva: 28 agosto 1957

### Trama
- Guest star:

## The Star Sapphire
- Prima televisiva: 29 agosto 1957

### Trama
- Guest star:

## Women Have Ways
- Prima televisiva: 30 agosto 1957

### Trama
- Guest star:

## Jewel Boy
- Prima televisiva: 2 settembre 1957

### Trama
- Guest star:

## Molly Morgan
- Prima televisiva: 3 settembre 1957
- Diretto da: Alan Hanson
- Scritto da: Reginald Lawrence
- Soggetto di: John Steinbeck

### Trama
- Guest star: Dick Foran, Lois Smith

## Woman Alone
- Prima televisiva: 4 settembre 1957
- Scritto da: Elizabeth Hart

### Trama
- Guest star: Miriam Hopkins

## Among Strangers
- Prima televisiva: 6 settembre 1957

### Trama
- Guest star:

## The Adjustable Mr. Willing
- Prima televisiva: 9 settembre 1957
- Diretto da: Larry Schwab
- Scritto da: George Lowther
- Soggetto di: Lucy Corres

### Trama
- Guest star: Bob Sweeney, Vivi Janiss

## Freedom Comes Later
- Prima televisiva: 10 settembre 1957

### Trama
- Guest star: Warren Berlinger, Kurt Kasznar

## In the Fog
- Prima televisiva: 11 settembre 1957
- Diretto da: Walter Grauman
- Scritto da: Robert Esson
- Soggetto di: Richard Harding Davis

### Trama
- Guest star: Arthur Hill, Narda Onyx

## Son of 37 Fathers
- Prima televisiva: 12 settembre 1957

### Trama
- Guest star:

## Hand Me Down
- Prima televisiva: 13 settembre 1957

### Trama
- Guest star:

## Emma
- Prima televisiva: 16 settembre 1957
- Diretto da: Alan Cooke
- Scritto da: Helene Hanff
- Soggetto di: Jane Austen

### Trama
- Guest star: Sarah Churchill, Tom Helmore

## Personal Equation
- Prima televisiva: 17 settembre 1957

### Trama
- Guest star:

## Night Cry
- Prima televisiva: 18 settembre 1957

### Trama
- Guest star:

## The Mysterious Disappearance
- Prima televisiva: 19 settembre 1957

### Trama
- Guest star:

## The Impersonal Touch
- Prima televisiva: 20 settembre 1957

### Trama
- Guest star:

## The Story of Sarah
- Prima televisiva: 22 settembre 1957

### Trama
- Guest star: Tom Tryon (Abraham), Marian Seldes (Sarah)

## The Waiting Swan
- Prima televisiva: 24 settembre 1957

### Trama
- Guest star:

## One Mummy Too Many
- Prima televisiva: 25 settembre 1957

### Trama
- Guest star:

## Hearthstones
- Prima televisiva: 26 settembre 1957

### Trama
- Guest star:

## The Reluctant Heiress
- Prima televisiva: 27 settembre 1957

### Trama
- Guest star: